# Ambassade des Seychelles en France
L'ambassade des Seychelles en France est la représentation diplomatique de la république des Seychelles en République française. Elle est située 51 avenue Mozart, dans le 16e arrondissement de Paris. Son ambassadeur est, depuis 2023, Georges Tirant.

## Ambassade
L'ambassade est située avenue Mozart dans le 16e arrondissement de Paris.

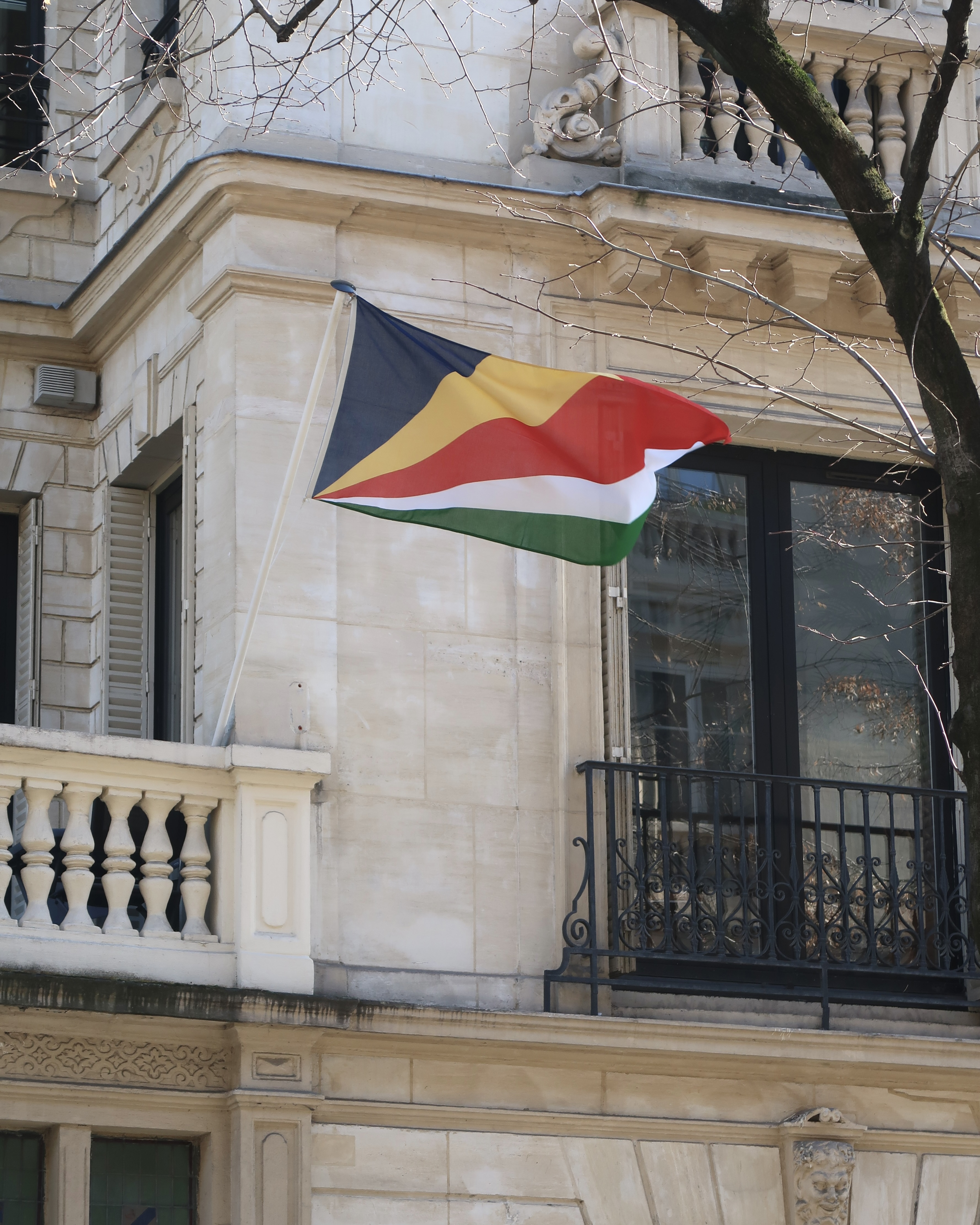
Drapeau.

## Consulat
Les Seychelles disposent également de plusieurs consulats honoraires situés à Bordeaux, Lyon, Marseille, Paris, Rouen et Saint-Denis.

## Liste des ambassadeurs
| Date de nomination | Date de nomination | Date de remise des lettres de créance | Date de remise des lettres de créance | Diplomate                        |
| ------------------ | ------------------ | ------------------------------------- | ------------------------------------- | -------------------------------- |
| ?                  |                    | 1983                                  |                                       | Danielle de Saint-Jorre          |
| ?                  |                    | 1986                                  |                                       |                                  |
| ?                  |                    | 16 février 1990                       | [ JORF 1 ]                            | Callixte François Xavier d'Offay |
| ?                  |                    | 19 novembre 2007                      | [ JORF 2 ]                            | Claude Morel                     |
| ?                  |                    | 26 octobre 2012                       | [ JORF 3 ]                            | Bernard Shamlaye                 |
| ?                  |                    | 13 octobre 2017                       | [ JORF 4 ]                            | Sylvestre Radegonde              |
| ?                  |                    | 2020                                  |                                       |                                  |
| ?                  |                    | 22 septembre 2023                     | [ JORF 5 ]                            | Georges Tirant                   |